# Stoof (hakhout)

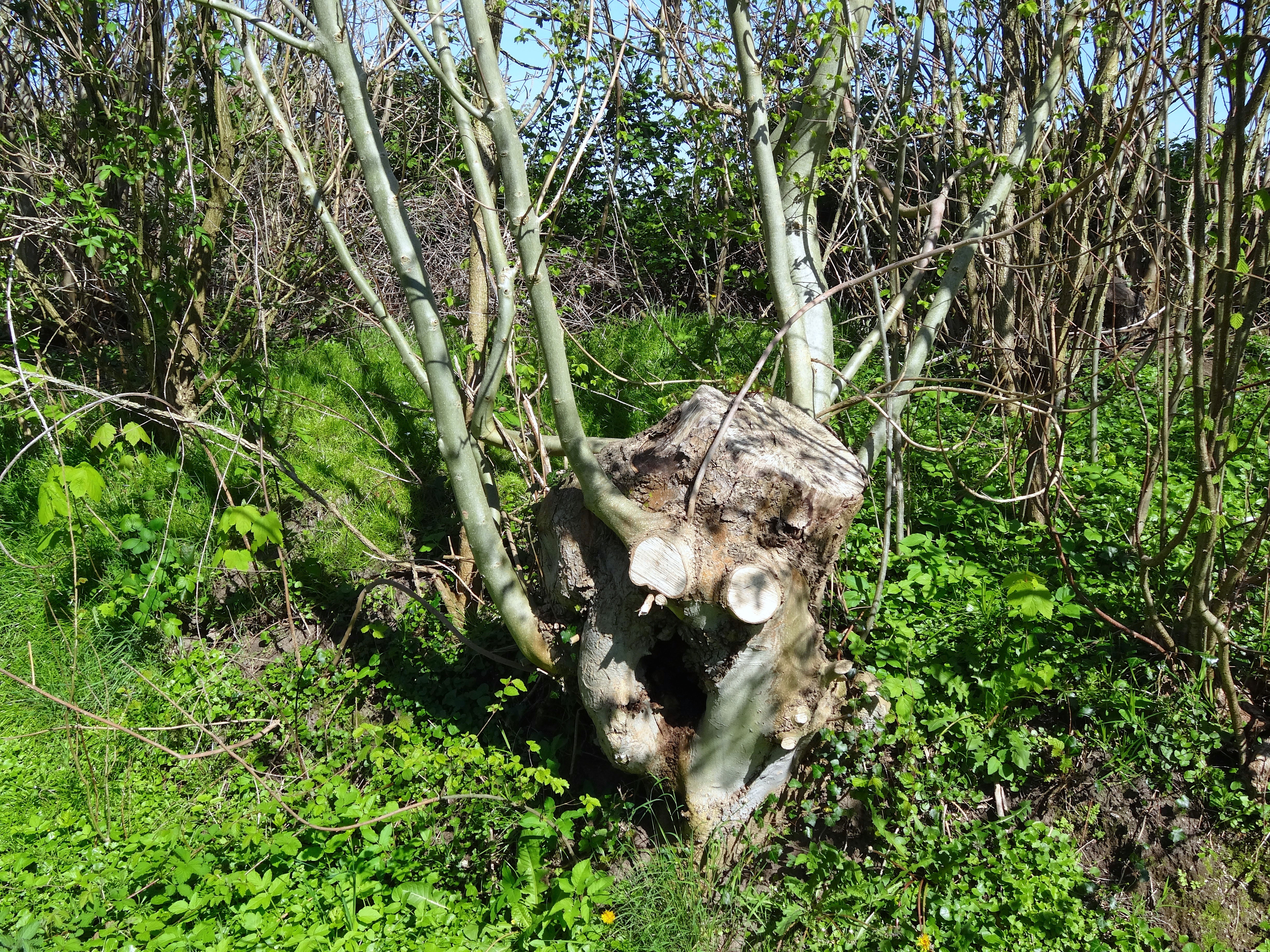
Essenstoof in de Gelderingensteeg ten zuiden van Steenwijkerwold

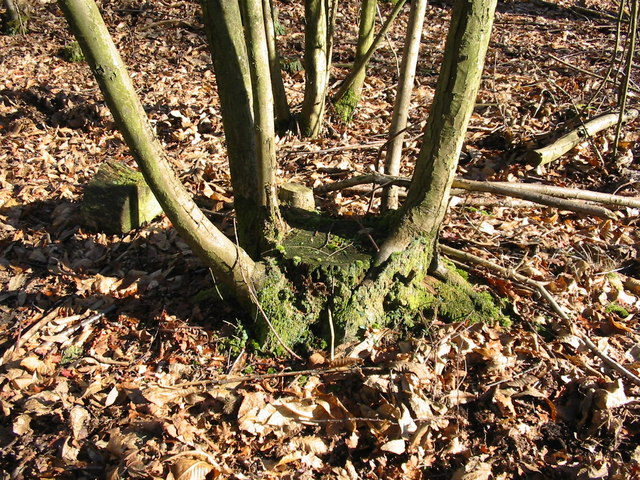
Stoof van tamme kastanje

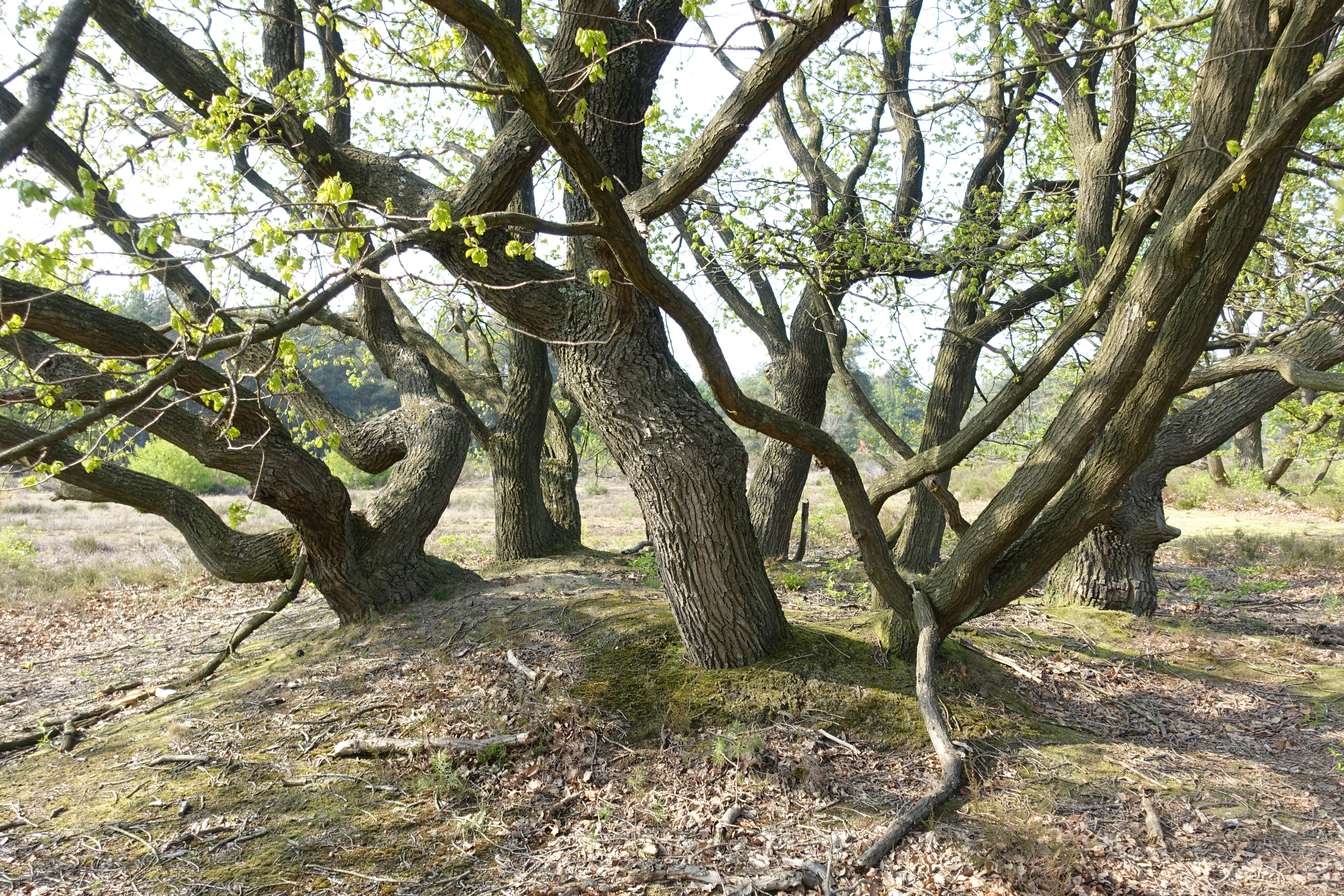
Oude hakhoutstoof van wintereik

Een stoof ofwel hakhoutstoof is het onderste verdikte deel van een boomstam die herhaaldelijk van zijn takken wordt ontdaan voor de winning van hakhout. Dat kan op werkhoogte kort boven de grond gebeuren, maar ook hoger, zoals bij knotwilgen het geval is. Vroeger was er veel vraag naar dit hout dat vooral werd gebruikt als geriefhout.
Het betreft loofbomen, zoals wilgen, eiken en essen die worden geknot en daarna weer uitlopen. Het hout wordt meestal eens in de vijf tot tien jaar geoogst.  Eventueel blijven enkele takken staan om wind of zand te vangen, of om als haag te dienen. Als een tak blijvend gespaard wordt bij het oogsten kan bij sommige boomsoorten op de stoven een spaartelgenbos ontstaan.
Stoven van eiken kunnen zeer oud worden en in omvang toenemen tot meer dan 10 m. Aanvankelijk werd gedacht dat de oudste van deze stoven op de Veluwe mogelijk al geplant zijn in de tijd van de middeleeuwse ontginningen, de 13e eeuw. In 2007 bleek echter uit onderzoek van Theo Spek en Jan den Ouden dat de stoven 150 tot 200 jaar oud zijn.
Nabij Oud Avereest in het Reestdal, bij Overlangbroek (Utrecht) en in de Gelderingensteeg ten zuiden van Steenwijkerwold bevinden zich eeuwenoude essenstoven. Ook in de Drunense duinen, de Bedafse Bergen en de Sonse Bergen bevinden zich stoven.
In België zijn de grootste eeuwenoude hakhoutstoven van wintereik te vinden in natuurgebied Klaverberg op de grens van Genk en As. Men vermoedt dat daar enkel wintereikstoven zijn omdat zomereik meer eikels opleverde voor veevoeder en daarom ongemoeid werd gelaten en niet gehakt. 
De gehakte boomdelen werden niet enkel gebruik als brandhout maar ook voor het maken van gereedschappen, omheiningen en voor het vlechten van manden. De schors van eikenhout (eek) werd verkocht voor het looien van dierenhuiden. In de loop van de 20e eeuw raakte het oogsten van hakhoutstoven in onbruik. Begin 20e eeuw was eikenschors in de leerlooierij bijna geheel vervangen door chemische looistoffen. Geriefhout werd gebruikt tot in de 2e helft van de 20e eeuw. Soms worden de stoven nog onderhouden door vrijwilligers. Het opnieuw hakken van oude stoven kan leiden tot afsterven ervan en het is aan te raden in de nabijheid nieuwe hakhoutstoven in gebruik te nemen.